# التصوير الطيفي (التصوير الشعاعي)
التصوير الطيفي يُعَدّ مصطلحًا شاملًا يُستخدم في المجال الطبي للدلالة على التصوير بالأشعة السينية المحلّلة للطاقة.  تعتمد هذه التقنية على توهين الأشعة السينية  وفق طاقتها لتحقيق أهداف متعددة، منها تحسين مقياس نسبة التباين إلى الضجيج، أو لتوفير بيانات كمية دقيقة للصورة وتقليل التشوهات فيها عمومًا باستخدام تقنية تُعرف بتحليل المواد. يعد التصوير ثنائي الطاقة، أو التصوير عند مستويين من الطاقة حالة خاصة من التصوير الطيفي ورغم ذلك، لا يزال هذا المصطلح هو الأكثر شيوعًا. ومع ذلك، استُحدثت مصطلحات مثل "التصوير الطيفي" و"التصوير المقطعي المحوسب الطيفي" لتسليط الضوء على إمكانيات أجهزة الكشف عن عدد الفوتونات، والتي تتيح إجراء قياسات عند مستويات طاقة متعددة، مما يوسع من نطاق استخدام التقنية.

## الخلفية
في 1953، ظهر أول تطبيق طبي للتصوير الطيفي عندما استوحى ب. جاكوبسون، من مستشفى جامعة كارولينسكا،من مطياف امتصاص الأشعة السينية طريقة تسمى"الديكروموغا" لحساب تركيز اليود في الأشعة السينية. في السبعينات، اقترح غودفري هاونسفيلد التصوير المقطعي المحوسب مع التعرض لمستووين مختلفين من الجهد الكهربائي في بحثه الذي أعتبر رائدا في مجال التصوير المقطعي في ذلك الوقت. بعدها تطورت التقنية بسرعة كبيرة خلال السبعينات والثمانينات. لكن، بعض القيود مثل آثار الحركة أعاقت الاستخدام السريري الواسع النطاق لهذه التقنية لفترة طويلة.
ومع ذلك، فقد أدى التقدم التكنولوجيا في مجالين اثنين من مجالات التقدم التكنولوجي إلى تحفيز الاهتمام بالتصوير المعتمد على الطاقة مجددا. أولاً، تم تقديم التصوير المقطعي المحوسب أحادي المسح للاستخدام السريري الروتيني في عام 2006، والذي أصبح متاحا حاليا من قبل العديد من الشركات المصنعة الكبرى، مما أدى إلى تزايد عدد التطبيقات السريرية. ثانيًا، أصبحت أجهزة الكشف عن عد الفوتونات التي تعمل على تحليل الطاقة متاحة للممارسة السريرية أيضا؛ حيث تم تقديم أول نظام تجاري لعد الفوتونات للتصوير الشعاعي في عام 2003، وأنظمة التصوير المقطعي المحوسب على وشك أن تصبح قابلة للتطبيق والاستخدام السريري الروتيني كذلك.

## التقاط الصور الطيفية
يقوم نظام التصوير ذو الطاقة المحلّلة بفحص الجسم عند مستويين أو أكثر من مستويات طاقة الفوتون. في نظام التصوير العام، الإشارة المتوقعة في عنصر الكاشف عند مستوى الطاقة{\textstyle \Omega \in \{E_{1},E_{2},E_{3},\ldots \}} هي

| {\displaystyle \mu (E)=a_{PE}\times f_{PE}(E)+a_{C}\times f_{C}(E)+\sum a_{K}\times f_{K}(E),} | \| \| \| \| \| \| \| \| | (3) |
|                                                                                                |                         |     |
|                                                                                                |                         |     |
عندما يكون{\textstyle q} هو عدد الفوتونات الواردة، ف{\textstyle \Phi } هو نطاق الطاقة الساقطة الطبيعية، و{\textstyle \Gamma } هي دالة استجابة الكاشف. يتم الإشارة إلى معاملات التوهين الخطي والسمك المتكامل للمواد التي يتكون منها الكائن ب{\textstyle \mu } و{\textstyle t} والذي يمثل التوهين الضوئي وفقًا لقانون لامبرت-بيرز . هناك طريقتان يمكن تصورهما للحصول على معلومات طيفية؛ إما عبر اختلاف{\textstyle q\times \Phi } مع{\textstyle \Omega }، أو أن يكون{\textstyle \Omega } -محدد{\textstyle \Gamma }، التي تشير هنا إلى الأساليب القائمة على الإصابة من جهة والأساليب القائمة على الاكتشاف على التوالي من جهة أخرى.

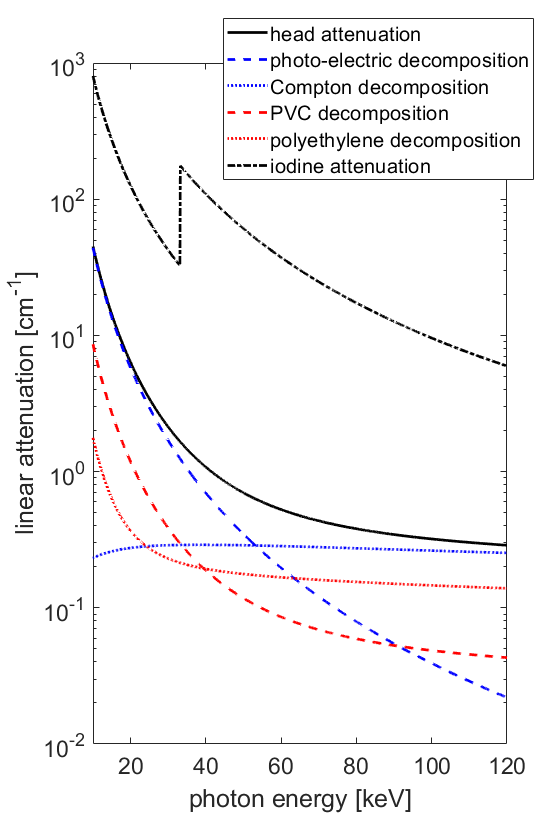
التوهين الخطي كدالة لطاقة الفوتون. يتم تحلل التوهين في رأس الإنسان النموذجي الذي يتكون من 10% عظم و90% أنسجة المخ إلى قواعد كهروضوئية + كومبتون (أزرق) وكلوريد البولي فينيل (PVC) + قواعد البولي إيثيلين (أحمر). يوضح التوهين الخطي لليود تأثير مادة التباين ذات حافة امتصاص K عند 33.2 كيلو فولت.

معظم العناصر التي تظهر بشكل طبيعي في أجسام البشر هي ذات عدد ذري منخفض وتفتقر عادة إلى حواف الامتصاص في نطاق طاقة الأشعة السينية التشخيصية. إضافة إلى ذلك، فهناك نوعين رئيسيين لتأثير تفاعل الأشعة السينية؛ أولا، تشتت كومبتون وثانيا التأثير الكهروضوئي، والذي يمكن افتراض أنه يصبح سلسا اعتمادا على الطاقة مع مادة منفصلة ومستقلة. ومن ثم يمكن توسيع معاملات التوهين الخطي على النحو التالي:

| {\displaystyle \mu (E)=a_{PE}\times f_{PE}(E)+a_{C}\times f_{C}(E).} | \| \| \| \| \| \| \| \| | (2) |
|                                                                      |                         |     |
|                                                                      |                         |     |
في التصوير المعزز بالتباين، قد توجد عوامل تباين ذات عدد ذري مرتفع مع حواف امتصاص K في نطاق الطاقة التشخيصية في الجسم. ولأن طاقات حافة K خاصة بالمواد، فهذا يعني أن اعتماد التأثير الكهروضوئي على الطاقة لم يعد قابلاً للفصل عن خصائص المادة، ولذلك، يمكن إضافة مصطلح إضافي إلى المعادلة. ( 2 ) وفقًا لـ

| {\displaystyle \mu (E)=a_{PE}\times f_{PE}(E)+a_{C}\times f_{C}(E).} | \| \| \| \| \| \| \| \| | (2) |
|                                                                      |                         |     |
|                                                                      |                         |     |
حيث{\textstyle a_{K}} و{\textstyle f_{K}} هي معامل المادة والاعتماد على الطاقة لمادة عامل التباين{\textstyle K} .

## تقنية وزن الطاقة
مجموع صناديق الطاقة في المعادلة. ( 1 ) ({\textstyle n=\sum n_{\Omega }} ) ينتج صورة تقليدية غير محددة الطاقة، ولكن لأن تباين الأشعة السينية يختلف مع الأخيرة، فإن المجموع المرجح ({\textstyle n=\sum w_{\Omega }\times n_{\Omega }} ) يعمل على تحسين مقياس نسبة التباين إلى الضوضاء (CNR) وتمكين أعلى درجاتها عند جرعة ثابتة للمريض أو جرعة أقل عند نسبة تباين ثابتة للمقياس. تكون فائدة ترجيح الطاقة أعلى عندما يهيمن التأثير الكهروضوئي، وتصبح أقل في المناطق ذات الطاقة العالية التي يهيمن عليها تشتت كومبتون وذلك حين يكون هناك اعتماد أضعف على الطاقة.
كانت تقنية وزن الطاقة لتابيوڤا ووانيير رائدة في ترجيح الطاقة . وتم تحسينها لتصبح لاحقًا ما يسمى بتصوير الإسقاط والتصوير المقطعي المحوسب. مع تحسينات في نسبة الإشارة إلى الضوضاء تتراوح من بضعة في المائة إلى عُشر في المائة للعناصر الأثقل وكاشف التصوير المقطعي المحوسب المثالي. وقد قدم بيرجلوند وآخرون مثالاً باستخدام كاشف واقعي، حيث عدّلوا نظام تصوير الثدي العدي للفوتونات ورفعوا نسبة الإشارة إلى الضوضاء للصور السريرية بنسبة 2.2-5.2%.

## تقنية تحلل المواد
يمكن التعامل مع المعادلة ( 1 ) كنظام من المعادلات حيث تكون سماكة المواد مجهولة، ويشار إلى هذه التقنية على نطاق واسع باسم تحلل المواد. لذلك، يجب معرفة خصائص النظام ومعاملات التوهين الخطي، إما صراحة عن طريق النمذجة أو ضمناً عن طريق المعايرة. أما في التصوير المقطعي المحوسب، تنفيذ تحلل المواد القائم على الصورة بعد إعادة البناء لا يتطلب وجود بيانات إسقاط متزامنة، ولكن الصور المتحللة قد تعاني من آثار تصلب الشعاع لأن خوارزمية إعادة البناء غير قابلة للعكس بشكل عام. بدلا من ذلك فإن تطبيق تحلل المواد مباشرة في مساحة الإسقاط، يمكن أن يقضي من حيث المبدأ على آثار تصلب الحزمة لأن الإسقاطات المتحللة تلك كمية، ولكن هذه التقنية تتطلب بيانات إسقاط متزامنة وطريقة تعتمد على الكشف.
في حالة عدم وجود عوامل تباين حافة K وأي معلومات أخرى حول الهدف، كالسمك على سبيل المثال، فإن العدد المحدود من الاعتمادات المستقلة للطاقة وفقًا للمعادلة( 2 ) تعني أن نظام المعادلات لا يمكن حله إلا عند وجود مجهولين، والقياسات عند طاقتين ({\textstyle |\Omega |=2} ) ضرورية وكافية لإيجاد حل فريد لـ{\textstyle t_{1}} و{\textstyle t_{2}} . يشار إلى المواد 1 و2 كمواد أساسية ويُفترض أنها تشكل الهدف؛ سيُمثل أي مادة أخرى موجودة فيه من خلال تركيبة خطية من المادتين الأساسيتين.
الصور المتحللة للمواد تُسْتخدم للتمييز بين الأنسجة السليمة والخبيثة مثل: التكلسات المجهرية في الثدي، والأضلاع والعقيدات الرئوية، والأكياس والأورام الصلبة وأنسجة الثدي الطبيعية، وكدمات العظام بعد الصدمة أو وذمة نخاع العظم و
يمكن تحويل تمثيل المادة الأساسية بسهولة إلى صور توضح كميات التفاعلات الكهروضوئية وتفاعلات كومبتون عن طريق استدعاء المعادلة ( 2 )، وإلى صور توزيعات الد ا:لذري الفعال وكثافة الإلكترون. ونظرًا لأن تمثيل المادة الأساسية كافٍ لوصف التوهين الخ،ي للهدف، فمن الممكن حساب صور أحادية اللون افتراضية، والذي يعتبر أمرا مفيدا لتحسين نسبة الإشارة إلى الضوضاء لمهمة تصوير معينة، على غرار ترجيح الطاقة. على سبيل المثال، تصل نسبة الإشارة إلى الضوضاء بين المادة الرمادية والبيضاء في الدماغ إلى أقصى حد لها عند الطاقات المتوسطة، في حين تُقلَّل الآثار الناجمة عن ظاهرة تجويع الفوتونات إلى أدنى حد لها عند الوصول إلى الطاقات الافتراضية الأعلى.

## تصوير حافة K
في تقنية التصوير المقطعي المحوسبة بالتباين، قد تتم إضافة مجهولات إضافية إلى نظام المعادلات وفقًا للمعادلة ( 3 ). إذا كانت هناك حافة امتصاص K واحدة أو أكثر موجودة في نطاق الطاقة المصورة، فإن هذه التقنية يشار إليها غالبًا باسم تصوير حافة K. باستخدام عامل تباين حافةK- واحدة، يتم إجراء القياسات عند ثلاث طاقات ({\textstyle |\Omega |=3} ) ضرورية وكافية للحصول على حل فريد، ويمكن التمييز بين عاملين للتباين باستخدام أربع حاويات طاقة ({\textstyle |\Omega |=4} ويمكن استخدام التصوير ذو الحافة K لتعزيز وتحديد كمية عامل التباين أو قمعه.
يمكن استخدام تعزيز عوامل التباين لتحسين الكشف ولتشخيص الأورام، والتي تظهر عادة زيادة احتباس عوامل التباين. علاوة على ذلك، فإن التمييز بين اليود والكالسيوم غالبًا ما يكون صعبًا في التصوير المقطعي المحوسب التقليدي، في المقابل فإن التصوير المحلّل بالطاقة يمكن أن يسهل العديد من الإجراءات عن طريق قمع تباين العظام وتحسين توصيف اللويحات التصلبية على سبيل المثال . يتم استخدام قمع عوامل التباين في ما يسمى بالصور الافتراضية غير المعززة أو الصور الافتراضية غير المتباينة (VNC) التي تعتبر خالية من تلطيخ اليود أو بقايا عامل التباين، وبالتالي تمكن من توفير الجرعة للمريض من خلال تقليل الحاجة إلى اكتساب إضافي بدون تباين، ويمكنها أن تساعد أولا في تحسين حسابات جرعة العلاج الإشعاعي من صور التصوير المقطعي المحوسب، وثانيا في التمييز بين عامل التباين والأجسام الغريبة.
معظم دراسات التصوير الطيفي المعزز بالتباين استعانت بمادة اليود، التي تعتبر عامل تباين معروف، ولكن حافة K لليود عند 33.2 كيلو إلكترون فولت ليست مثالية لجميع التطبيقات مع الأسف، إضافة إلى ذلك، فإن بعض المرضى لديهم حساسية مفرطة للمادة المذكورة.لذلك تم اقتراح عوامل تباين أخرى مثل: الغادولينيوم الذي لديه حافة K عند 50.2 كيلو فولت، والجسيمات النانوية الفضية،مع حافة K عند 25.5 كيلو فولت، والزركونيوم مع حافة K عند 18.0 كيلو فولت، والذهب، مع حافة K عند 80.7 كيلو فولت. لذلك، استهداف بعض عوامل التباين هذه، سيفتح الباب أمام إمكانيات التصوير الجزيئي، عبر استخدام العديد من عوامل التباين مع طاقات حافة k مختلفة بالاشتراك مع أجهزة الكشف عن الفوتونات مع عدد مماثل من عتبات الطاقة مما سيمكن من التصوير المتعدد العوامل.

## التقنيات والأساليب
الأساليب المعتمدة على الحوادث تحصل على معلومات طيفية من خلال التقاط عدة صور عند إعدادات مختلفة لجهد الأنبوب، وربما بالاشتراك مع عدة ترشيحات مختلفة. الاختلافات الزمنية بين التعرضات، على سبيل المثال حركة المريض، والاختلاف في تركيز عامل التباين لفترة طويلة تحد التطبيقات العملية، ولكن التصوير المقطعي المحوسب ثنائي المصدر والتبديل السريع للكيلوفولت لاحقًا قد أزالا حاليا تقريبًا مشكلة الوقت بين التعرضات. علاوة على ذلك، فإن تقسيم الإشعاع الوارد لنظام المسح إلى شعاعين بترشيحات مختلفة يعد طريقة أخرى للحصول على البيانات بشكل شبه متزامن عند مستويين للطاقة.
بدلاً من ذلك، تحصل الطرق المعتمدة على الكشف على معلومات طيفية عن طريق تقسيم الطيف بعد التفاعل في الهدف. تتكون ما يسمى بكاشفات الساندويتش من طبقتين أو أكثر، حيث تكتشف الطبقة العلوية بشكل تفضيلي الفوتونات منخفضة الطاقة وتكتشف الطبقة السفلية طيفًا أكثر صلابة. فالطرق المعتمدة على الكشف تساعد على تحلل المواد بناءً على الإسقاط لأن مستويي الطاقة اللذين يقيسهما الكاشف يمثلان مسارات أشعة متطابقة. علاوة على ذلك، يتيح توفر معلومات طيفية من كل مسح، مما يسمح بتدفق مزايا سير العمل.
تعتمد الطريقة الأكثر تقدمًا حاليًا للكشف على الأجهزة الكاشفة على تقنية كاشفات عد الفوتونات. على عكس أجهزة الكشف التقليدية، التي تدمج جميع تفاعلات الفوتونات على مدار وقت التعرض، فإن أجهزة الكشف عن عدد الفوتونات سريعة بما يكفي لتسجيل وقياس طاقة أحداث الفوتون الفردية. ومن ثم، فإن عدد صناديق الطاقة والفصل الطيفي لا يتم تحديده من خلال الخصائص الفيزيائية للنظام، بما في ذلك طبقات الكاشف والمصدر وما إلى ذلك، ولكن من خلال إلكترونيات الكاشف، مما يزيد من الكفاءة ودرجات الحرية، وتمكين القضاء على الضوضاء الإلكترونية . كان أول تطبيق تجاري لحساب الفوتونات هو نظام التصوير الشعاعي للثدي الميكرودوزي، الذي قدمته شركة Sectra Mamea في عام 2003 واستحوذت عليه شركة Philips لاحقًا، وتم إطلاق التصوير الطيفي على هذه المنصة في عام 2013.
كان نظام الميكرودوز (MicroDose) يعتمد بالأساس على أجهزة الكشف عن شرائح السيليكون، وهي تقنية تم تحسينها لاحقًا للتصوير المقطعي المحوسب بما يصل إلى ثمانية صناديق طاقة. يستفيد السيليكون كمادة استشعار من كفاءة عالية في جمع الشحنات، وتوافر بلوراته العالية الجودة والنقاء، والطرق الراسخة للاختبار والتجميع. فيمكن تعويض المقطع العرضي الكهروضوئي المنخفض نسبيًا عن طريق ترتيب حافة رقائق السيليكون، مما يمكّن أيضًا من إنشاء أجزاء عميقة. كما يتم أيضًا دراسة تيلورايد الكادميوم (CdTe) وتيلوريد الكادميوم والزنك (CZT) كمواد استشعار. حيث يؤدي العدد الذري الأعلى لهذه المواد إلى مقطع عرضي ضوئي كهربائي أعلى، وهو أمر مفيد، ولكنه ايضا يؤدي إلى تدهور الاستجابة الطيفية وإلى التداخل. لقد شكل تصنيع بلورات كبيرة الحجم من هذه المواد حتى الآن تحديات عملية وأدى إلى احتجاز الشحنة وتأثيرات الاستقطاب طويلة المدى وتراكم الشحنة الفضائية. أما المواد الصلبة الأخرى، مثل زرنيخيد الغاليوم ويوديد الزئبق بالإضافة إلى أجهزة الكشف عن الغاز، فتبقى بعيدة جدًا حاليًا عن التنفيذ السريري.
التحدي الجوهري الرئيسي لاستخدام كاشفات عد الفوتونات في التصوير الطبي هو تراكم النبضات، الذي يتسبب في فقدان العد وانخفاض دقة الطاقة لأن العديد منها يتم حسابها على أنها نبضة واحدة فقط. رغم أن المشكل سيكون دائما متواجدا بسبب توزيع بواسون للفوتونات الواردة، إلا أن سرعات الكاشف أصبحت حاليا عالية جدًا بحيث باتت مستويات التراكم المقبولة بمعدلات عد الأشعة المقطعية في متناول اليد.